# Österreichische Bundesbahnen
Österreichische Bundesbahnen (traducido al español, Ferrocarriles Federales Austríacos) o grupo ÖBB, conocida también como ÖBB u OEBB, es la empresa ferroviaria estatal de Austria. El grupo ÖBB es propiedad total de la República de Austria y está dividida en diferentes filiales que se ocupan de los servicios de infraestructura ferroviaria, servicio de transporte de pasajeros y mercancía:
- ÖBB Personenverkehr AG: transporte de personas.
- Rail Cargo Austria (RCA): logística y carga.
- ÖBB Infrastruktur Betrieb AG: Administrador de infraestructuras ferroviarias.
- ÖBB Infrastruktur Bau AG: planeación y construcción de la infraestructura.
- ÖBB Immobilien GmbH: alquiler de espacios y locales en las propiedades de ÖBB.

Los Ferrocarriles Federales Austríacos han tenido dos períodos discretos de existencia. Se formó por primera vez en 1923, usando el nombre de Bundesbahn Österreich, como sucesor de los Reales Ferrocarriles Estatales de Austria Imperial (kkStB), pero se incorporó en la Deutsche Reichsbahn durante el Anschluss (1938-1945). La empresa fue reformado en 1947, con el nombre ligeramente diferente Österreichische Bundesbahnen, y sigue existiendo en esta forma. En 2004 el grupo ÖBB fue reorganizado en el ÖBB-Holding AG y sus diferentes filiales.
Los principales cambios que se realizan actualmente a la red ferroviaria de Austria son la construcción de la Estación central de Viena (Wien Hauptbahnhof), el ferrocarril Koralm, el túnel del ferrocarril de Semmering y la conexión del túnel de base del Brennero con Italia.

## Historia
- A partir de 1882 iniciaron los pasos para la nacionalización de la red ferroviaria de la monarquía austro-húngara.
- En 1923 se funda la empresa Österreichische Bundesbahnen, cuyo acrónimo era "BBÖ", pues "ÖBB" ya era utilizado por la empresa Oensingen-Balsthal-Bahn en Suiza.
- 1938. Austria es anexionada a la Alemania nazi mediante el Anschluss y la BBÖ es absorbida por la compañía estatal de ferrocarriles Deutsche Reichsbahn (DR). Durante la Segunda Guerra Mundial, un 41% de la red ferroviaria de Austria fue destruida por los ataques de la Aviación anglo-americana.
- 1947: ÖBB es fundada como una empresa estatal. Para entonces, la empresa suiza de trenes cambió su nombre a "SP", razón por la cual ya se podía utilizar ÖBB. Se inicia la reconstrucción de la infraestructura y su electrificación.
- 1994: Con vistas al ingreso en la Unión Europea, se separa a la ÖBB del presupuesto federal y se instituye como una persona jurídica (una mezcla entre "empresa de responsabilidad limitada" y "negocio de acciones"). La República de Austria se hace propietaria del 100% de las acciones.
- 2004: La ÖBB se reorganiza en el holding "ÖBB Holding" y otras empresas hermanas.

## Estructura Corporativa

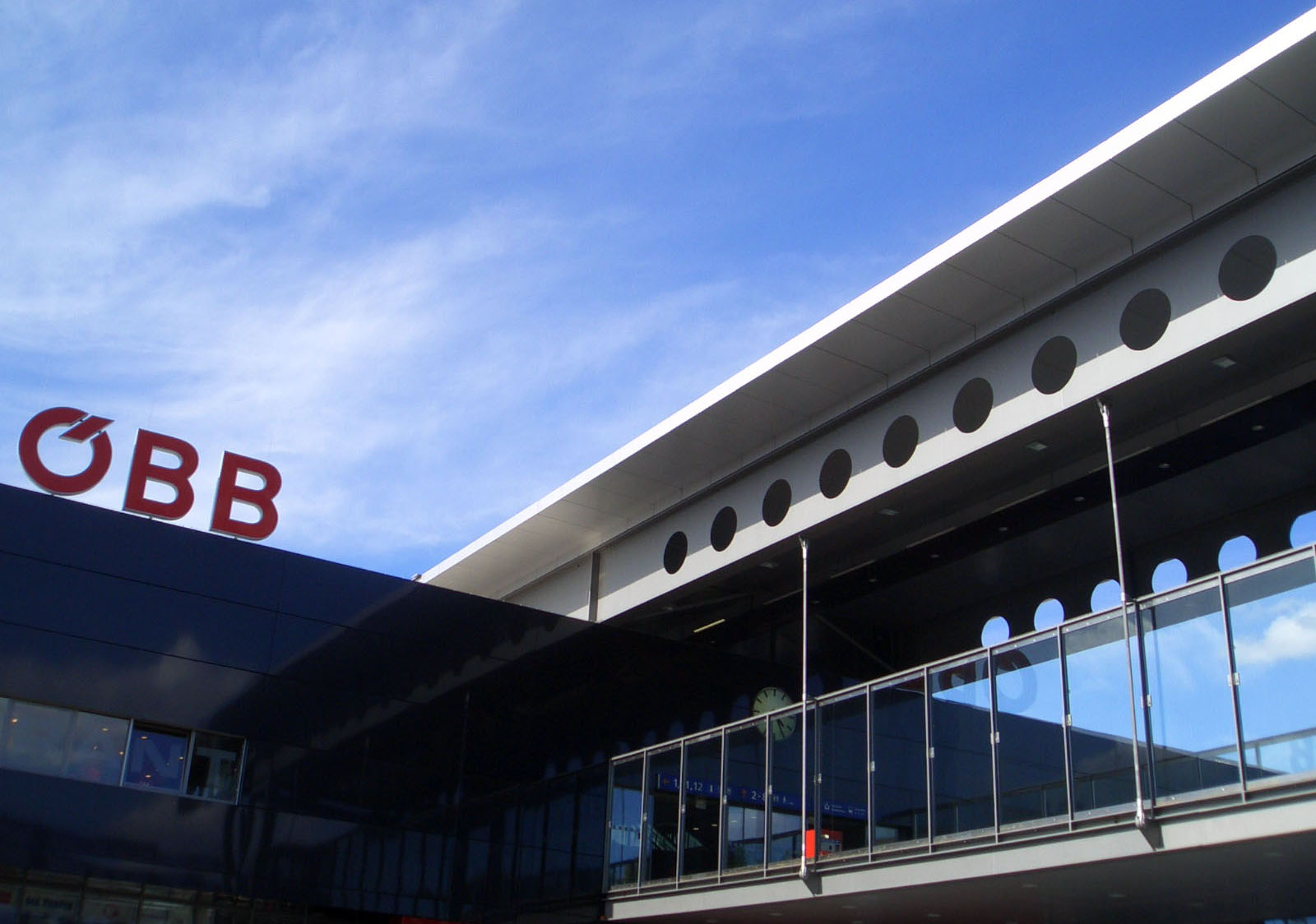
ÖBB-Logo en una estación (Wels).

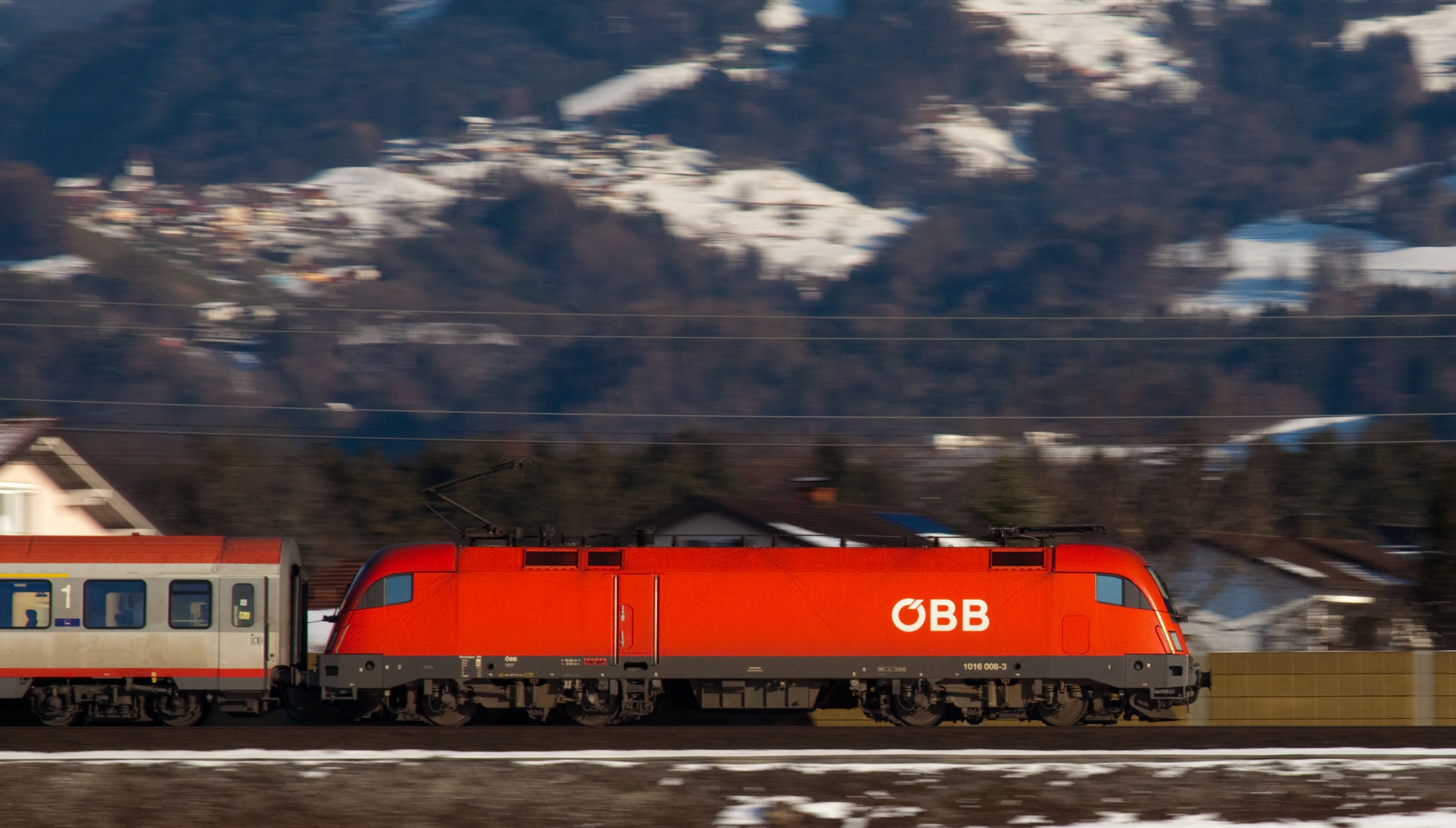
El EuroSprinter, uno de los trenes más modernos de ÖBB.

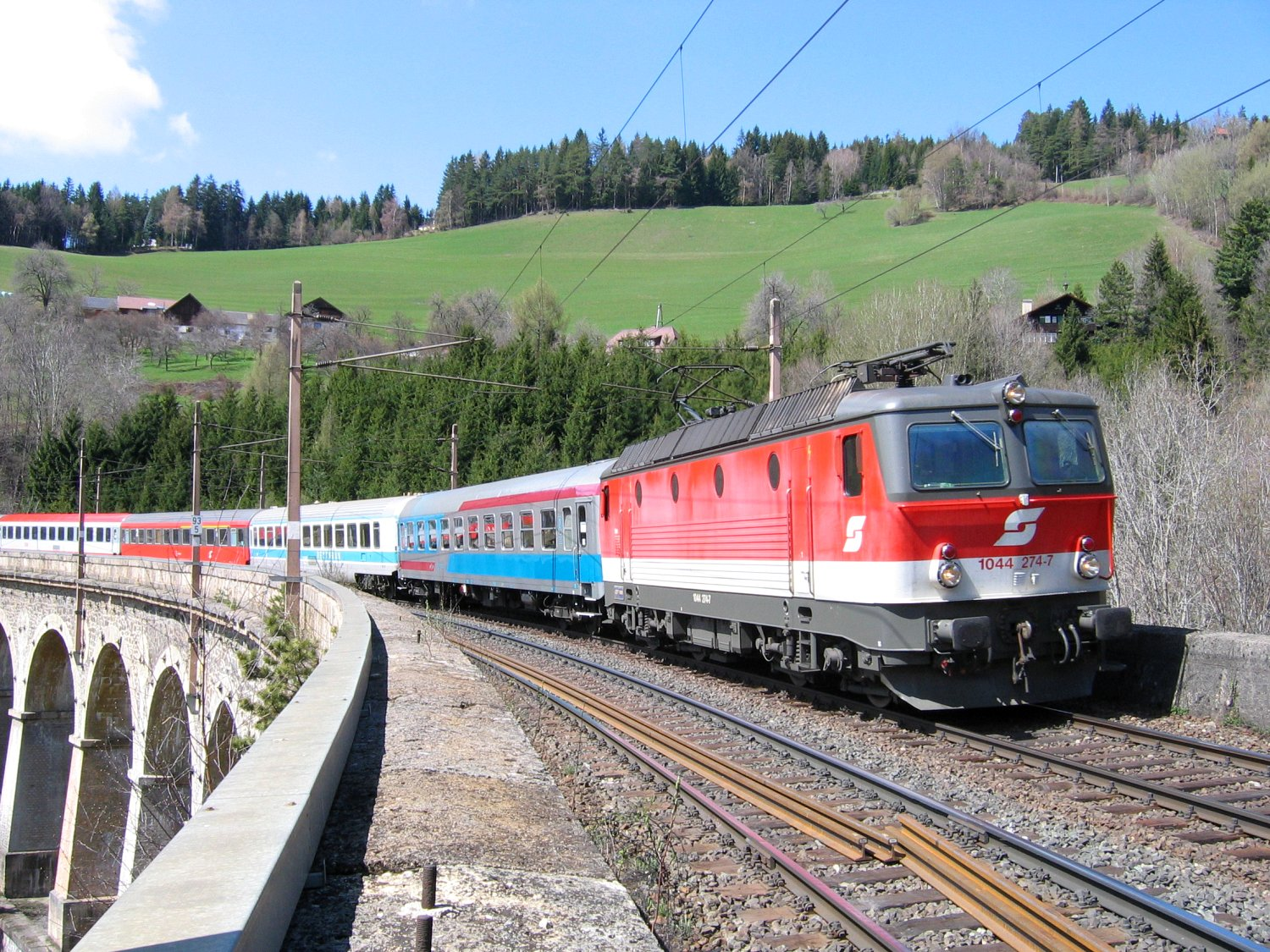
Tren rápido internacional de Semmeringbahn.

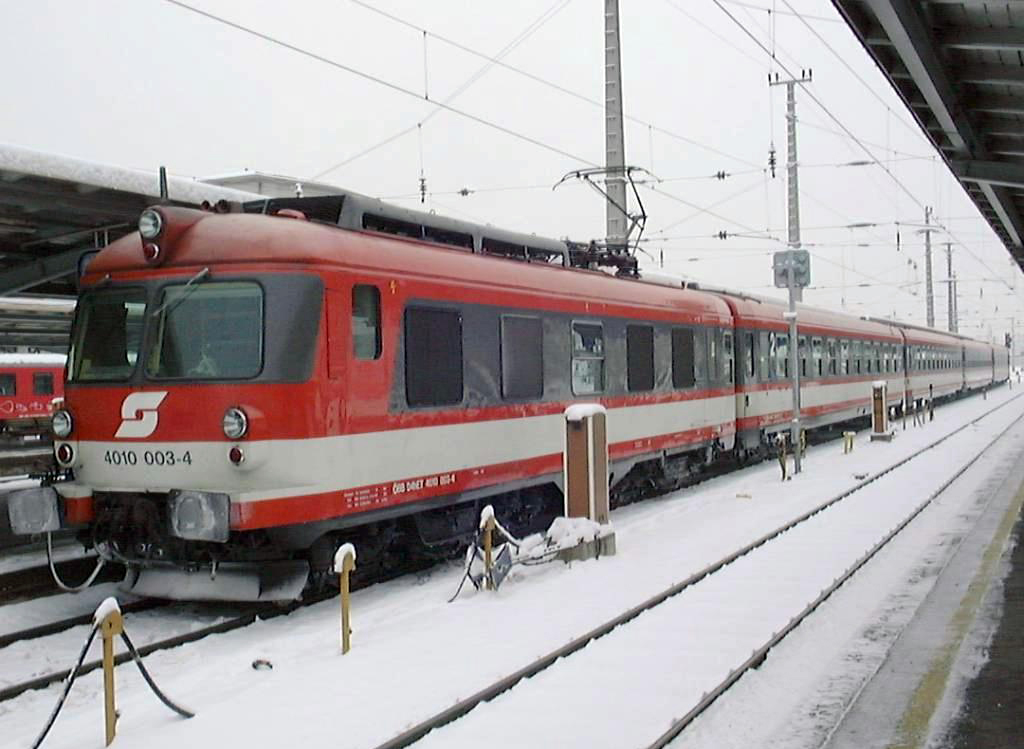
ÖBB InterCity en Graz (enero de 2002).

El 1 de enero de 2005 entró en vigencia la nueva organización corporativa. La principal característica de la nueva organización es institución de ÖBB como parte de un grupo de empresas. El objetivo de esta reorganización fue separar la infraestructura, de las operaciones ferroviarias. Así, la empresa ÖBB Holding AG toma las riendas de los negocios y cumple un rol de definición de estrategia general. A este holding pertenecen las empresas:
- ÖBB Personenverkehr AG: transporte de personas.
- Rail Cargo Austria (RCA): logística y carga.
- ÖBB Infrastruktur Betrieb AG: operación y mantenimiento de la red de rieles y las estaciones de trenes.
- ÖBB Infrastruktur Bau AG: planeación y construcción de la infraestructura.
- ÖBB Immobilien GmbH: alquiler de espacios y locales en las propiedades de ÖBB.

ÖBB además forma parte de la alianza Railteam.

## Gerencia (ÖBB Holding)
Junta Directiva:
- Horst Pöchhacker (presidente).
- Eduard Saxinger (vicepresidente).
- Martin Huber.
- Erich Söllinger.
- Peter Klugar.
- Gustav Poschalko.

## Bahnhofsoffensive
ÖBB Infrastruktur Bau AG planea, bajo el nombre de Bahnhofoffensive, la renovación de 20 de los puntos más importantes de la red de ÖBB. Hasta el momento se han finalizado los siguientes proyectos:
- Graz - Hauptbahnhof
- Innsbruck - Hauptbahnhof
- Linz - Hauptbahnhof
- Bahnhof - Feldkirch
- Bahnhof - Baden
- Bahnhof - Krems an der Donau
- Klagenfurt - Hauptbahnhof
- Leoben - Hauptbahnhof
- Wels - Hauptbahnhof
- Wiener - Neustadt Hauptbahnhof (Viena)
- Bahnhof - Wien Nord (Viena)

Actualmente se está trabajando en los siguientes proyectos:
- St. Pölten  Hauptbahnhof
- Bahnhof Wien Heiligenstadt (Viena)
- Wien Westbahnhof (Viena)
- Wien Hauptbahnhof (Viena)
- Bahnhof Wien Mitte (Viena)
- Bahnhof Wien Hütteldorf (Viena)

Para el futuro se espera la remodelación de:
- Salzburg Hauptbahnhof (Salzburgo)
- Bahnhof Bruck an der Mur
- Bahnhof Zeltweg

Se espera que estos proyectos concluyan en el año 2015.

## Estadísticas (al año 2007)
- Pasajeros por año: 
  - Transporte local: 167 millones
  - Transporte regional: 29 millones
  - Bus: 247 millones

- Carga por año: 93 millones de toneladas

- Longitud de la red ferroviaria: cerca de 11.000km (70% electrificada)

- Empleados: 42.951 (3% mujeres)

La ÖBB es la propietaria única de todas las líneas férreas en el Principado de Liechtenstein (Buchs-Schaan-Feldkirch).

## Transporte de Personas
El transporte de personas por tren está dividido en "local" (Nahverkehr) y "regional" (Fernverkehr). El transporte por bus lo lleva a cabo ÖBB-Postbus GmbH, con cerca de 2100 buses en todo el país.
El transporte regional cuenta, en realidad, con unas cuantas líneas principales. Estas son:
- Wien Westbf- Linz - Salzburg - Innsbruck - Feldkirch - Bregenz
- Wien Westbf - Linz - Salzburg - Innsbruck - Feldkirch - Buchs (SG)
- Wien Westbf - Linz - Passau
- Salzburg - Villach - Klagenfurt
- Wien Südbf - Bruck a. d. Mur - Klagenfurt - Villach
- Wien Südbf - Bruck a. d. Mur - Graz
- Innsbruck/Salzburg/Linz - Selzthal - Graz
- Kufstein - Innsbruck - Brenner

Adicionalmente, existen las siguientes líneas internacionales:
- Wien Westbf - Linz - Passau – Nürnberg – Hamburg-Altona
- Wien Westbf - Linz - Passau - Nürnberg - Leipzig - Berlín Hbf - Berlin Wannsee
- Wien Westbf - Salzburg - München
- Wien Westbf - Linz - Salzburg - Innsbruck - Feldkirch - Buchs (SG) - Sargans - Zürich HB - Basel SBB
- Wien Westbf/Südbf - Hegyeshalom (Straß-Sommerein)- Budapest (y más)
- Wien Westbf/Südbf - Bratislava (Pressburg) (y más)
- Wien Südbf - Břeclav (Lundenburg) - Praha (Prag)/Warszawa (Varsovia)
- Wien Südbf - Graz - Maribor (Marburg) - Ljubljana(Laibach)/Zagreb (Agram)
- München - Innsbruck - Verona (y más)
- München - Salzburg - Villach (y más)
- Praha (Prag) - Linz - Graz - Ljubljana (Laibach)

## Datos especiales
La compra de los tiquetes de tren se puede realizar por medio de mensajes SMS desde el teléfono móvil.
Las estaciones de trenes, locomotoras, vagones y señales fueron vendidas por una empresa financiera de los Estados Unidos bajo un contrato de leasing, con opción de retroventa.